# Multai
Multai è una suddivisione dell'India, classificata come nagar panchayat, di 21.428 abitanti, situata nel distretto di Betul, nello stato federato del Madhya Pradesh. In base al numero di abitanti la città rientra nella classe III (da 20.000 a 49.999 persone).

## Geografia fisica
La città è situata a 21° 46' 0 N e 78° 15' 0 E e ha un'altitudine di 748 m s.l.m..

## Società

### Evoluzione demografica
Al censimento del 2001 la popolazione di Multai assommava a 21.428 persone, delle quali 11.099 maschi e 10.329 femmine. I bambini di età inferiore o uguale ai sei anni assommavano a 2.759, dei quali 1.407 maschi e 1.352 femmine. Infine, coloro che erano in grado di saper almeno leggere e scrivere erano 15.845, dei quali 8.780 maschi e 7.065 femmine.